# Келлі Олійник
Келлі Тайлер Олійник (англ. Kelly Tyler Olynyk, *19 квітня 1991, Торонто, Канада) — канадський професійний баскетболіст українського походження, важкий форвард і центровий клубу НБА «Юта Джаз». Гравець національної збірної Канади.
Народився в Торонто та переїхав із сім'єю до Камлупс в Британську Колумбію будучи в сьомому класі. В університеті Гонзаги вчився на магістра ділового адміністрування. Олійник був вибраний на драфті 2013 року командою «Даллас Маверікс», які одразу його обміняли до «Бостон Селтікс».

## Ранні роки

### Дитинство
Олійник народився у м. Торонто у баскетбольній родині. Його батько Кен був головним тренером команди з баскетболу Університету Торонто з 1989 року по 2002 рік та юніорської збірної Канади з 1983 по 1996. Його мати була баскетбольним рефері. В 2003 році Кен отримав посаду спортивного директора в університеті Томпсон Ріверс у м. Камлупс, Британська Колумбія. Згодом до нього приєдналася і сім'я. У Келлі є дві сестри - Джессі і Майя. Родина Олійників українського та голландського походження. Предок Келлі Михайло приїхав з тодішньої Австро-Угорщини у 1905 році.

### Школа
На відміну від всіх найбільш перспективних баскетболістів Канади початку 21 століття, Келлі ніколи не вчився в американській школі, надаючи перевагу школі міста, де проживав - Саус Камлупс. В шкільні роки Олійник грав на позиції розігруючого захисника і продовжував грати на цій позиції навіть до 11 класу, коли його ріст становив вже 2.08 м. 
Олійник був названий гравцем року, будучи у 12 класі, завоювавши із своєю шкільною командою третє місце на чемпіонаті старших шкіл зі статистикою 36-2. 
Келлі також грав за школу у американський футбол на позиції квотербека, але зламав руку в грі плей-оф чемпіонату у 2007 році.

## Університет
Олійник виступав за університет Гонзаги з 2009 по 2013 рік. В перші два роки він був в основному запасним гравцем, проводячи на паркеті в середньому 12-13 хвилин. Щоб покращити свою гру і стати сильнішим Гонзага і Олійник домовились зробити перерву на рік у сезоні 2011-12, щось на зразок академвідпустки, при цьому він міг тренуватися з командою, але не грати.
Повернувшись до складу Бульдогів у наступному сезоні, Олійник проводив чудові ігри, потрапивши до Всеамериканської збірної. Саме протягом цього успішного сезону він оголосив, що буде брати участь у драфті 2013 року. 

### Статистика гри за університет
| Сезон   | Команда | GP  | GS | MPG  | FG%  | 3P%  | FT%  | RPG | APG | SPG | BPG | PPG  |
| ------- | ------- | --- | -- | ---- | ---- | ---- | ---- | --- | --- | --- | --- | ---- |
| 2009–10 | Гонзага | 34  | 0  | 12.3 | .500 | .222 | .596 | 2.7 | 0.8 | 0.5 | 0.1 | 3.8  |
| 2010–11 | Гонзага | 35  | 4  | 13.5 | .574 | .444 | .618 | 3.8 | 0.7 | 0.3 | 0.1 | 5.8  |
| 2012–13 | Гонзага | 32  | 27 | 26.4 | .629 | .300 | .776 | 7.3 | 1.7 | 0.7 | 1.1 | 17.8 |
| Кар'єра |         | 101 | 31 | 17.2 | .594 | .333 | .709 | 4.6 | 1.1 | 0.5 | 0.5 | 8.9  |

## Професійна кар'єра

### Бостон Селтікс (2013—2017)
На драфті 2013 року Олійник був вибраний під 13-м загальним номером командою Даллас Маверікс і відразу був обміняний до Бостон Селтікс на Лукаса Ногейру та два наступні другораундові піки на драфті. 7 липня 2013 року Олійник підписав свій перший контракт з Бостоном.
29 жовтня 2014 року Селтікс використали опцію продовження контракту, таким чином Олійник залишався в Бостоні до сезону 2015-16. 15 грудня 2014 року він зіграв найкращий матч у кар'єрі, забивши 30 очок у матчі проти Філадельфії.
Початок сезону 2015-16 проти Філадельфії Севенті-Сіксерс Олійник пропускав через підозру у нанесенні навмисної травми Кевіну Лаву у матчах плей-офф попереднього сезону. Через два дні, Селтікс продовжили його контракт ще на рік.
Початок сезону 2016-17 він пропускав через травму правого плеча. Перший матч він зіграв лише 9 листопада 2016 року, зігравши 25 хвилин і відзнавчившись двома очками у матчі проти Вашингтон Візардс. 13 січня 2017 року провів свій найрезультативніший матч сезону проти «Атланти Гокс», набравши 26 очок, які допомогли перемогти 103—101. 15 травня в сьомій грі пів-фіналу Східної конференції, Олійник набрав свої рекордні в плей-оф 26 очок, які допомогли здолати «Вашингтон Візардс» 115—105.
4 липня 2017 року «Селтікс» вирішили позбутися Олійника та надали йому статус необмеженого вільного агента.

### Маямі Гіт (2017—2021)
7 липня 2017 року підписав чотирьохрічний контракт на суму 50 млн. доларів із «Маямі Гіт». 20 грудня 2017 року провів найрезультативніший матч у кар'єрі, набравши 32 очки у грі проти своєї колишньої команди «Бостон Селтікс». 19 березня 2018 року в матчі проти «Денвер Наггетс» вийшов на заміну та забив 30 очок, ставши таким чином другим гравцем в історії клубу, який забив 30 очок з лавки запасних. Через два дні в матчі проти «Нью-Йорк Нікс» набрав 22 очки та рекордні для себе 10 результативних передач.
10 лютого 2020 року записав до свого рахунку дабл-дабл, набравши 12 очок та 11 передач у переможному матчі проти «Голден-Стейт Ворріорз». Того ж року допоміг команді дійти до фіналу НБА, де «Маямі» поступились «Лос-Анджелес Лейкерс».

### Х'юстон Рокетс (2021)
25 березня 2021 року був обміняний до «Х'юстон Рокетс».

### Детройт Пістонс (2021—2022)
6 серпня 2021 року підписав контракт з «Детройт Пістонс».

### Юта Джаз (2022-2024)
26 вересня 2022 року разом з Сейбеном Лі був обміняний до «Юти» на Бояна Богдановича.

### Торонто Репторс (2024-)
8 лютого 2024 року разом з Ochai Agbaji був обміняний до "Торонто Репторс" на Kira Lewis Jr., Otto Porter Jr. та перший пік драфту 2024 року.

## Статистика у НБА

### Регулярний сезон
| Сезон             | Команда           | GP  | GS  | MPG  | FG%  | 3P%  | FT%  | RPG | APG | SPG | BPG | PPG  |
| ----------------- | ----------------- | --- | --- | ---- | ---- | ---- | ---- | --- | --- | --- | --- | ---- |
| 2013–14           | Бостон            | 70  | 9   | 20.0 | .466 | .351 | .811 | 5.2 | 1.6 | .5  | .4  | 8.7  |
| 2014–15           | Бостон            | 64  | 13  | 22.2 | .475 | .349 | .684 | 4.8 | 1.7 | 1.0 | .6  | 10.3 |
| 2015–16           | Бостон            | 69  | 8   | 20.2 | .455 | .405 | .750 | 4.1 | 1.5 | .8  | .5  | 10.0 |
| 2016–17           | Бостон            | 75  | 6   | 20.5 | .512 | .354 | .732 | 4.8 | 2.0 | .6  | .4  | 9.0  |
| 2017–18           | Маямі             | 76  | 22  | 23.4 | .497 | .379 | .770 | 5.7 | 2.7 | .8  | .5  | 11.5 |
| 2019–20           | Маямі             | 67  | 9   | 19.4 | .462 | .406 | .860 | 4.6 | 1.7 | .7  | .3  | 8.2  |
| 2020–21           | Маямі             | 43  | 38  | 26.9 | .431 | .317 | .775 | 6.1 | 2.1 | .9  | .6  | 10.0 |
| 2020–21           | Х'юстон           | 27  | 24  | 31.1 | .545 | .392 | .835 | 8.4 | 4.1 | 1.4 | .6  | 19.0 |
| 2021–22           | Детройт           | 40  | 1   | 19.1 | .448 | .336 | .775 | 4.4 | 2.8 | .8  | .5  | 9.1  |
| Усього за кар'єру | Усього за кар'єру | 610 | 166 | 22.0 | .476 | .365 | .782 | 5.1 | 2.0 | .8  | .5  | 10.1 |

### Плей-оф
| Сезон             | Команда           | GP | GS | MPG  | FG%  | 3P%  | FT%  | RPG | APG | SPG | BPG | PPG  |
| ----------------- | ----------------- | -- | -- | ---- | ---- | ---- | ---- | --- | --- | --- | --- | ---- |
| 2015              | Бостон            | 4  | 0  | 13.3 | .538 | .500 | .500 | 1.3 | .5  | .5  | .5  | 4.5  |
| 2016              | Бостон            | 4  | 0  | 8.0  | .111 | .000 | .000 | 1.0 | .8  | .3  | .0  | .5   |
| 2017              | Бостон            | 18 | 2  | 19.2 | .512 | .319 | .733 | 3.2 | 1.9 | .7  | .8  | 9.2  |
| 2018              | Маямі             | 5  | 0  | 29.2 | .477 | .421 | .700 | 4.6 | 3.8 | 1.4 | 1.2 | 12.8 |
| 2020              | Маямі             | 17 | 0  | 15.2 | .474 | .347 | .821 | 4.6 | 1.1 | .2  | .5  | 7.6  |
| Усього за кар'єру | Усього за кар'єру | 48 | 2  | 17.4 | .483 | .347 | .750 | 3.5 | 1.6 | .6  | .6  | 7.9  |